# Trung Hoàn, Hồng Kông
Trung Hoàn (tiếng Trung: 中環; tiếng Anh: Central), cũng được gọi là quận Trung (tiếng Trung: 中區; Hán–Việt: Trung khu; tiếng Anh: Central District), là khu thương mại trung tâm của Hồng Kông. Trung Hoàn nằm ở quận Trung Tây, trên bờ phía bắc của đảo Hồng Kông, qua cảng Victoria từ Tiêm Sa Chủy, điểm cực nam của bán đảo Cửu Long. Khu vực này từng là trung tâm của thành phố Victoria cũ, mặc dù cái tên đó hiếm khi được sử dụng ngày nay.
Là khu thương mại trung tâm của Hồng Kông, đây là khu vực có nhiều tập đoàn dịch vụ tài chính đa quốc gia có trụ sở chính. Tổng lãnh sự quán và lãnh sự quán của nhiều quốc gia cũng nằm trong khu vực này, cũng như Đồi Chính phủ, nơi đặt trụ sở chính phủ. Khu vực này, gần với cảng Victoria, từng là trung tâm của các hoạt động thương mại và tài chính từ những ngày đầu của thời kỳ thuộc địa Anh năm 1841, và tiếp tục phát triển và phục vụ như là nơi quản lý sau khi chuyển giao chủ quyền cho Trung Quốc vào năm 1997.

## Tên gọi
Khu vực Trung Hoàn (中環), được đặt tên là Central trong tiếng Anh, là một trong những quận (四環九約) tại thành phố Victoria. Tên tiếng Anh Central trở nên thịnh hành sau khi hệ thống tàu điện ngầm MTR được xây dựng vào đầu những năm 1980, và các trạm kết nối Pedder và Chater được đổi tên thành  Central. Trên một số bản đồ cũ, nó và khu vực nằm về phía tây được đặt tên Quần Đới Lộ (羣帶路) bên dưới núi Thái Bình. Nó hình thành một eo biển, Trung Môn (中門), với Tiêm Sa Chủy, trên tuyến đường biển dọc bờ biển phía nam Trung Quốc. Phần phía đông của quận Trung Tây được gọi là Kim Chung kể từ khi hoàn thành trạm Kim Chung vào đầu những năm 1980.

## Vị trí
Trung Hoàn nằm trên bờ phía bắc của đảo Hồng Kông, qua cảng Victoria từ Tiêm Sa Chủy, điểm cực nam của bán đảo Cửu Long giáp Thượng Hoàn (Sheung Wan) ở phía tây, với biên giới nằm dọc theo đường Aberdeen (còn gọi là phố Wing Kut). Trung Hoàn giáp với phía đông bởi Kim Chung), một phần mở rộng về phía đông của khu thương mại trung tâm. Như vậy, Kim Chung đôi khi được coi là một phần của Trung Hoàn. Trung Hoàn giáp với phía nam bởi Bán Sơn Khu, một khu vực nằm ở giữa núi Thái Bình. Ranh giới giữa Trung Hoàn và Bán Sơn Khu không được xác định rõ ràng.
Đối với các mục đích bầu cử hội đồng quận, khu vực này, cùng với Kim Chung, tương ứng với khu vực bầu cử "Trung Hoàn". Ranh giới của các khu vực bầu cử như vậy có thể bị sửa đổi.

## Lịch sử

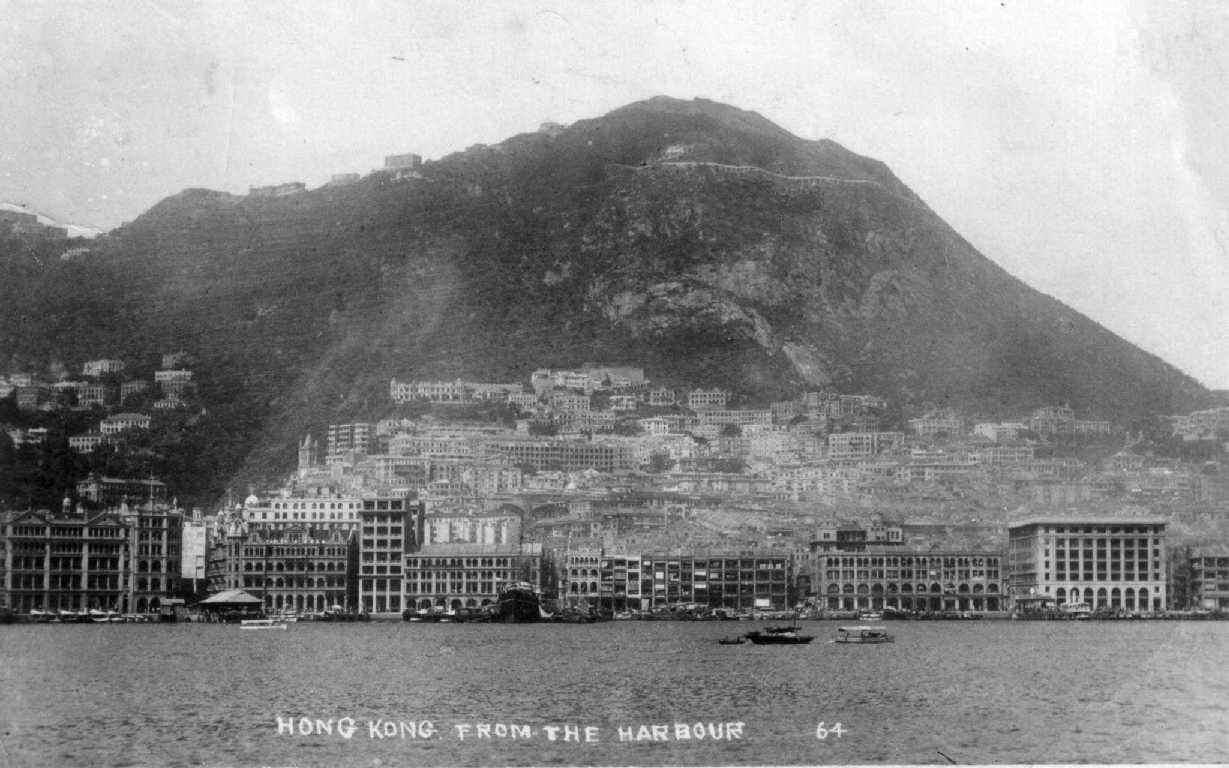
Một con sông ở Trung Hoàn trong những năm 1920.

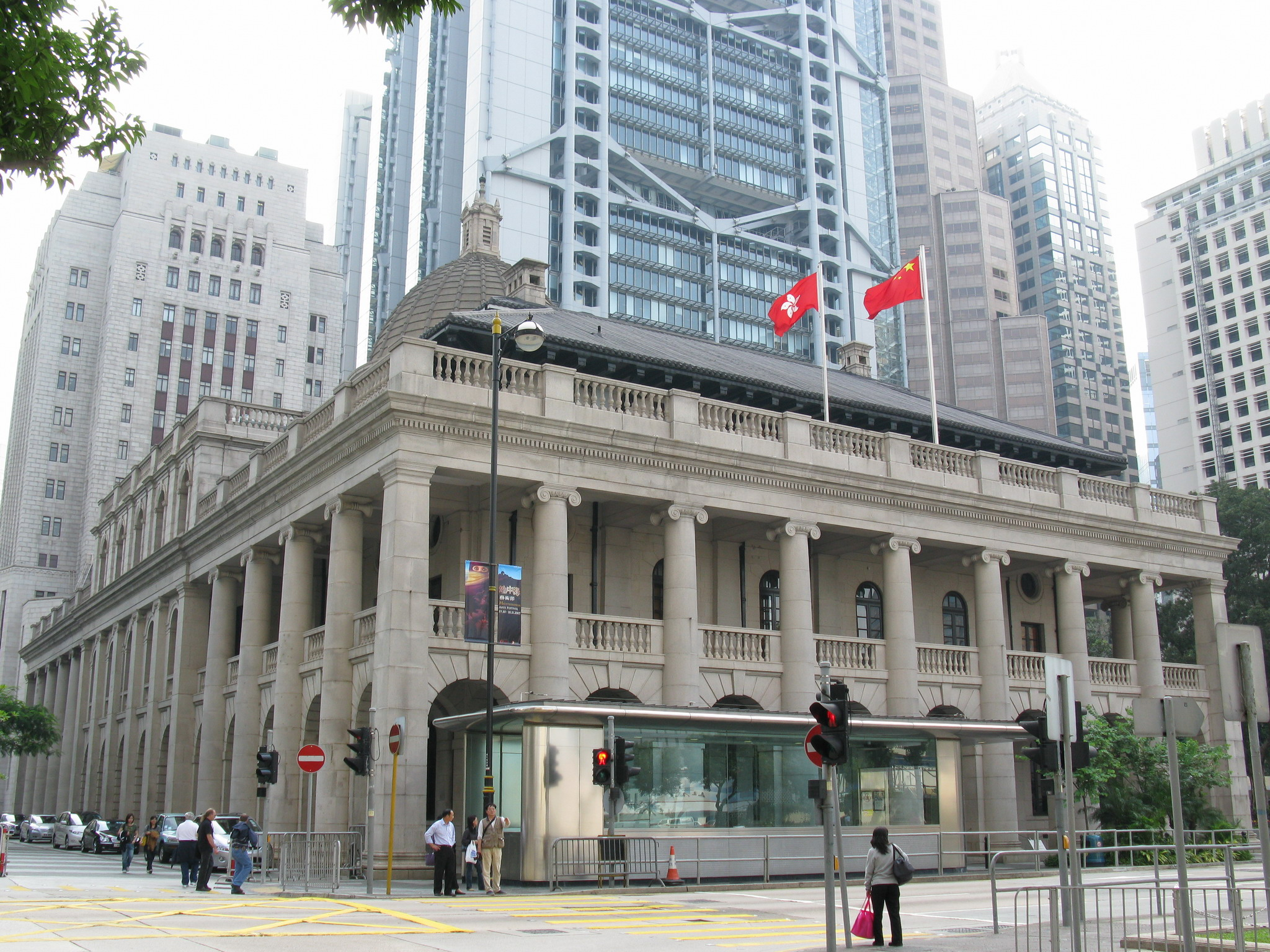
Tòa án phúc thẩm cuối cùng, hoàn thành năm 1912, từng được sử dụng làm tòa nhà của Hội đồng lập pháp Hồng Kông từ năm 1985 đến 2011.

Người Anh đã chiếm đóng Thủy Khanh Khẩu (Possession Point) của Bán Sơn Khu (Sheung Wan) vào năm 1841. Họ sớm quyết định xây dựng một thành phố ở bờ biển phía bắc của đảo Hồng Kông, và Trung Hoàn ngày nay được chọn để chứa các cơ sở quân sự lớn và một trung tâm hành chính. Khu vực này nhanh chóng thu hút cả người phương Tây và người Trung Hoa đến buôn bán và sinh sống trong khu vực, và Canton Bazaar (tiền thân của Chợ Trung Hoàn) được xây dựng giữa Các Lân Phố và Gia Hám Phố vào năm 1842. Khu vực này đã sớm được khoanh vùng chỉ dành cho người phương Tây, người dân Trung Quốc bị hạn chế ở Bán Sơn Khu. Khu vực này chủ yếu được chi phối bởi sự hiện diện của thành phố Victoria. Sự phổ biến của khu vực này cũng sẽ tăng dân số Hồng Kông từ 5.000 vào năm 1841 lên 24.000 vào năm 1848. Tòa nhà chính phủ và các tòa nhà chính phủ Hồng Kông khác đã được hoàn thành trong giai đoạn này trên núi Chính phủ. Nhiều doanh trại, căn cứ hải quân và nơi cư trú của Tư lệnh, nhà Kỳ Can được xây dựng ở cuối phía đông của quận. Từ năm 1860 đến 1880, việc xây dựng tòa thị chính, nhà hát hoàng gia và các cấu trúc tài chính khác đã khiến Trung Hoàn trở thành trung tâm của Hồng Kông.
Năm 1904, đề án cải tạo Hải Bàng đã thêm 59 mẫu Anh (24 ha) đất đến bờ sông của Trung Hoàn. Nhiều đề xuất đến từ Sir Paul Chater và James Johnstone Keswick, những người sáng lập của Hongkong Land. Trong những năm 1920, Hồng Kông đã có thể vượt xa về kinh tế, vì sự hợp tác gắn kết giữa Trung Hoàn và tất cả thương mại bờ sông.
Các cấu trúc quân sự tồn tại cho đến những năm 1980. Chỉ có nhà Kỳ Can vẫn là Bảo tàng Trà trong Công viên Hồng Kông. Tòa thị chính ở trong khuôn viên hiện tại là trụ sở HSBC Hồng Kông. Con đường đầu tiên của Hồng Kông, con đường Nữ hoàng, đi qua khu vực và trung tâm thương mại tiếp tục mở rộng về phía bờ biển cho đến tận vùng đất khai hoang.

## Kinh tế
Có nhiều tòa nhà thương mại hạng A ở Trung Hoàn, một khu thương mại chính ở Hồng Kông.
Ngân hàng Trung Quốc (Hồng Kông) có trụ sở chính tại Bank of China Tower. Tập đoàn ngân hàng Hồng Kông và Thượng Hải, một công ty con của HSBC, có trụ sở chính tại Tòa nhà chính HSBC. Ngân hàng Đông Á và Ngân hàng Hang Seng có trụ sở chính tại Trung Hoàn.
Trước năm 1999, Cathay Pacific có trụ sở chính tại Nhà Swire ở Trung Hoàn. Năm 1999, hãng đã chuyển trụ sở chính đến sân bay quốc tế Hồng Kông.
Nord Anglia Education, nơi điều hành các trường quốc tế ở nhiều quốc gia khác nhau, có trụ sở chính tại Trung Hoàn.